# История почты и почтовых марок Северной Македонии
История почты и почтовых марок Северной Македонии подразделяется на периоды, соответствующие почтовым системам государств, в составе которых находилась территория современной Северной Македонии (Османская империя, Болгария, Югославия), и современному этапу развития почты в этом государстве (с 1992 года). Северная Македония выпускает собственные почтовые марки (с 1992), является членом Всемирного почтового союза (ВПС; с 1993 года), а её официальным почтовым оператором выступает государственное предприятие «Македонска пошта».

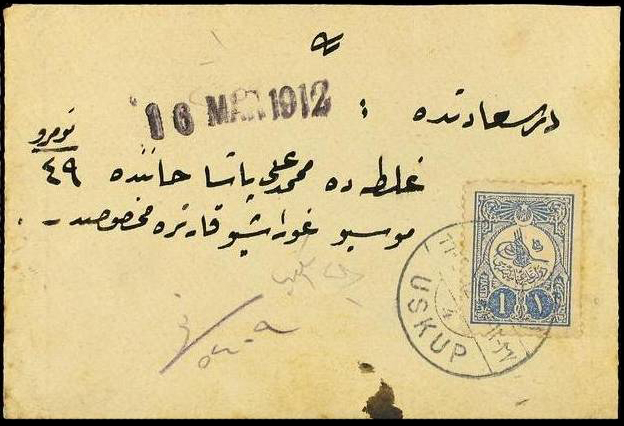
Почтовый конверт, отправленный из Скопье (Ускюба) 16 марта 1912 года и франкированный турецкой маркой 1909 года(Mi #177IAa)

## Османское правление
Ещё в XIV веке земли современной Северной Македонии были завоёваны Османской империей, под правлением которой они находились до 1912 года. В 1840 году османские власти приняли решение об организации новых почтовых отделений, в том числе и на территории современной Северной Македонии. Первое государственное почтовое отделение на территории Северной Македонии было открыто в Битоле в 1843 году. Почтовое отделение в Скопье начало работу в 1849 году, а в Штипе — в 1864 году. Почтовые отделения в македонских вилайетах Османской империи находились под юрисдикцией Главпочтамта в Салониках.
В 1903 году османские власти предприняли шаги для более непосредственного управления почтовыми отделениями на территории Северной Македонии. Главное управление почт и телеграфов было перенесено из Приштины в Скопье и оставалось там до конца османского правления. В этот период в отделениях связи использовались марки Османской империи.
В 1903 году во время Илинденского восстания были подготовлена серия из семи марок с изображением геральдического льва и с надписью «Македония», однако из-за подавления восстания в обращение они не поступили.

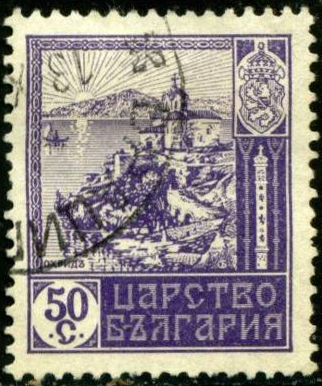
Почтовая марка Болгарии в честь освобождения (оккупации) Северной Македонии. Охрид, храм Святого Иоанна Канео, 1917(Mi #116)

## Сербское и болгарское правление
В результате Балканских войн 1912 и 1913 годов и падения Османской империи территория нынешней Северной Македонии вошла в состав Сербии под названием Južna Srbija (Южная Сербия). В почтовом обращении находились марки Сербии.
В 1915 году во время Первой мировой войны территория современной Северной Македонии была оккупирована Болгарией. Осенью того же года на занятой территории болгарскими властями были учреждены почтовые конторы для общего пользования. Первые болгарские почтовые конторы появились 1 ноября 1915 года. До конца 1916 года их было открыто 88 (включая конторы на территории нынешней Сербии). За некоторым исключением, болгарские почтовые конторы были организованы в тех же местностях, где до оккупации существовали сербские почтовые конторы. Для почтовых нужд употреблялись болгарские знаки почтовой оплаты, которые в 1918 году вновь заменили сербскими. Осенью 1918 года болгарские почтовые конторы были закрыты.

## В составе Югославии

### Королевство Югославия
В 1918 году, после окончания Первой мировой войны, территория Северной Македонии вошла в состав Королевства сербов, хорватов и словенцев (с 1929 года — Югославия), и в обращение поступили почтовые выпуски этого государства.
7 декабря 1918 года в соответствии с указом царя Петра I Карагеоргиевича было создано Министерство почт и телеграфов. Однако, фактически, организация почтовых отделений и телеграфов началось после издания специального положения от 27 июля 1921 года.
В Скопье была организована региональная дирекция и пять отделов: административный департамент, почтовый департамент, телеграфно-телефонный технический отдел, экономический отдел и отдел контроля. 14 апреля 1921 года в Скопье была основана Почтовая школа. Её курс был рассчитан на 10 месяцев для 150 студентов, уже имевших два года среднего образования. Закончившие эту школу лица были заняты в почтовых отделениях по всей Северной Македонии.
В начале 1925 года для корреспонденции, направляемой за рубеж, в Скопье был организован Таможенный департамент. В октябре 1925 года был основан почтово-сберегательный банк, первое подобное почтовое учреждение в Севеверной Македонии.
В связи расширением транспортной сети Скопье стал важным почтовым центром, и возникла необходимость постройки нового здания почты. 12 июля 1936 года состоялась закладка первого камня нового здания региональной дирекции, почтового отделения Скопье-1 и телеграфно-телефонного отдела. Его строительство закончилось в 1939 году. Модернизация других почтовых отделений шла очень медленно.
Почта Югославии прекратила свою деятельность в апреле 1941 года после оккупации немецкими войсками.

### Болгарско-немецкая оккупация

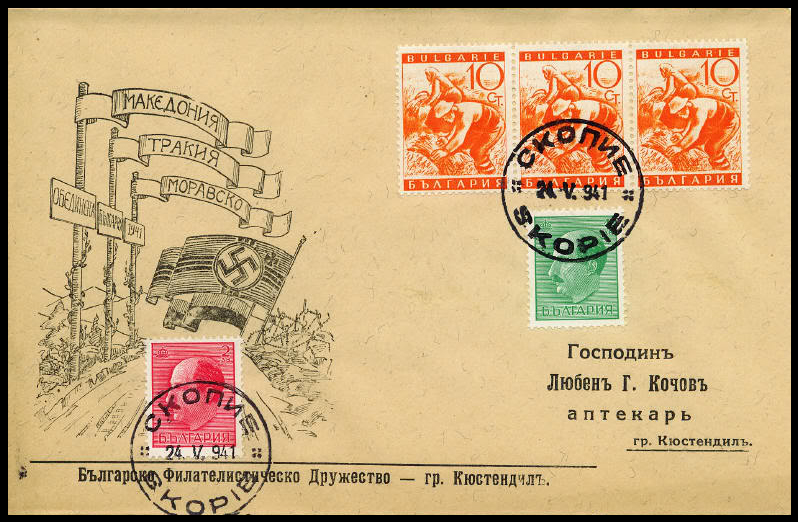
Почтовый конверт, отправленный из Скопье в 1941 году и франкированный марками Болгарии

Почтовая марка Независимой республики Македонии, 1944(Mi #5)

В 1941 году территория югославской Македонии была оккупирована и аннексирована Болгарией. В апреле 1941 года здесь начала работать болгарская почта, применялись марки Болгарии.
В сентябре 1944 года, после выхода Болгарии из войны и объявления ею войны Германии, на территории Северной Македонии было создано марионеточное правительство националистической Внутренней македонской революционной организации, выпустившее собственные марки. Они представляли собой надпечатку текста «Македония. 8.IX.1944» и нового номинала на знаках почтовой оплаты Болгарии. Серия состояла из восьми номиналов и вышла в обращение 28 октября. Поскольку почтовая связь была почти парализована, они практически не использовались. Письма с этими марками весьма редки.

### Социалистическая Федеративная Республика Югославия

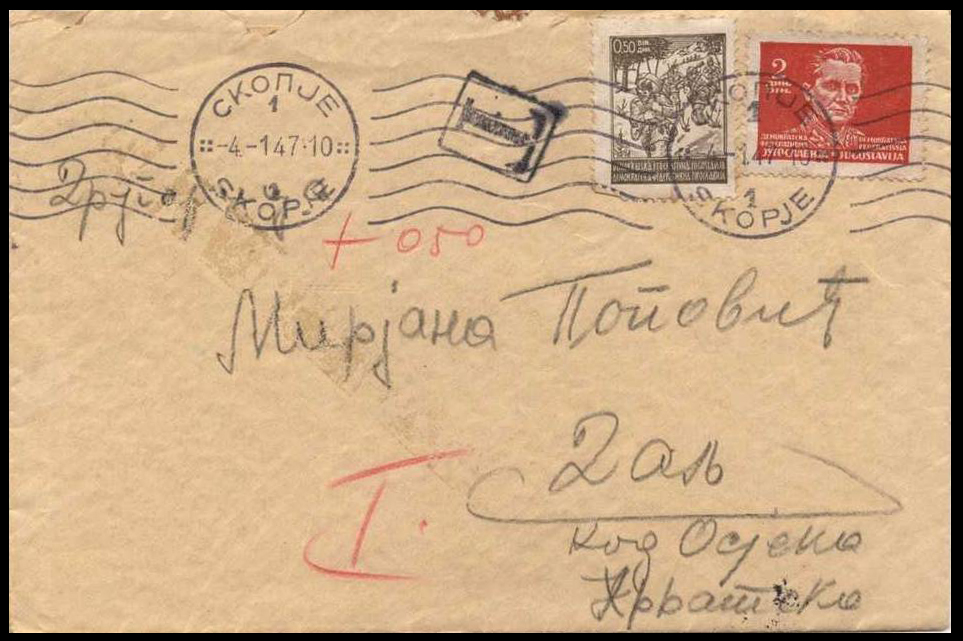
Почтовый конверт, отправленный из Скопье в 1947 году и франкированный марками Югославии

По окончании Второй мировой войны была образована Народная Республика Македония ( (с 1963 года — Социалистическая Республика Македония) в составе Федеративной Народной Республики Югославии (с 1963 года — Социалистической Федеративной Республики Югославии). В ноябре 1944 года в обращение в Северной Македонии поступили марки Югославии.
В 1944 году на территории Северной Македонии работало всего 45 почтово-телеграфно-телефонных станций. Восстановление почтовой службы проводилось с 1945 до конца 1947 года. Первым генеральным директором Почтово-телеграфно-телефонной службы в Северной Македонии был назначен бывший почтовый служащий Благоя Тошев (1915—1950). Он успешно выполнил задачу восстановления работы почты в послевоенной Северной Македонии.
Дальнейшее расширение почтовой сети произошло очень быстро, особенно в период между 1951 и 1955 годами. В это время в общей сложности работали 152 отделения почтовой связи. К 1960 году для перевозки почтовых отправлений использовали три почтовых автобуса, пять железнодорожных линий, 38 общественных автобусных линий и частные телеги для восьми маршрутов.

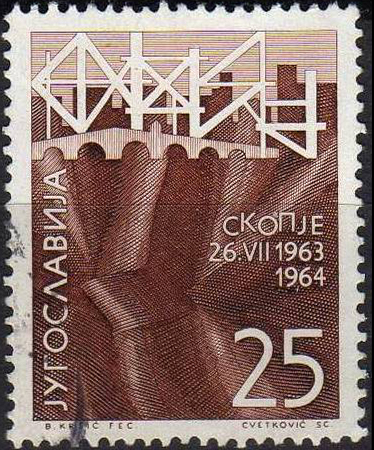
Почтовая марка Югославии, посвящённая землетрясению в Скопье, 1964(Mi #1082)

Во время землетрясения в Скопье в 1963 году были полностью разрушены здание почтового отделения Скопье 2, главный офис и т. д. Доставка почтовых отправлений, особенно в отдаленных районах, сопровождалась многочисленными трудностями. Согласно отчетам этого периода, почтальонам приходилось проходить пешком до 18 км в сутки.
В 1965 году, после создания трёх сортировочных центров в Битоле, Штипе и Скопье, были упразднены 22 отделения для сортировки письменной корреспонденции, созданные в 1948 году. В период с 1976 по 1985 год были построены здания почтовых отделений:
- Скопье 1 (1979),
- в Прилепе (1979),
- Скопье 2 (1981),
- в Тетово, Куманово (1981),
- в Гостиваре, Гевгелии, Струмице, Кочани (1982),
- в Штипе (1985—1986)[2].

22 ноября 1989 года Собрание Социалистической Республики Македонии приняло решение об организации государственного предприятия ПТТ «Македония». Устав предприятия был принят 29 марта 1990 года. С 15 мая 1992 года для отправлений в Югославию были введены международные тарифы. Югославские марки и цельные вещи находились в обращении до мая 1993 года.

## Северная Македония

### Развитие почты

Почтово-налоговая марка Македонии (1991) — первая марка, выпущенная в республике после провозглашения независимости(Mi #1)

В сентябре 1991 года Республика Македония вышла из состава Югославии. В период между 1991 и 1995 годами почта Республики Македонии ввела новые международные почтовые линии с соседними странами; был оборудован главный почтовый центр в Скопье для международных перевозок. Было также внедрено современное оборудование для автоматизации технологических процессов в почтовых центрах. С 1 июня 1992 года в Республике Македонии начались осуществляться международные почтовые перевозки, а 12 июля 1993 года страна была в ряды Всемирного почтового союза. 1 января 1997 года государственное предприятия ПТТ «Македония» было преобразовано в государственное предприятие «Македонска пошта».

### Выпуски почтовых марок
Выпуск марок независимой Республики Македонии начался в 1992 году. 8 сентября вышла почтовая миниатюра, посвящённая годовщине независимости. Это была первая коммеморативная марка Республики Македонии. Художник М. Дамески изобразил на ней резные детали иконостаса Бигорского монастыря (XIX век). Марка была отпечатана в Болгарии. Первый почтовый блок Македонии вышел в августе 1993 года. Он был посвящён 90-летию Илинденского восстания.
В Северной Македонии сохраняется существовавшая в Югославии традиция организации различных «недель» (солидарности, Красного Креста и проч.), во время которых вся корреспонденция дополнительно оплачивается почтово-налоговыми марками. Первая такая марка вышла в конце декабря 1991 года и посвящалась провозглашению независимости. На миниатюре художник Д. Чудов изобразил музыкантов — исполнителей на зурне. В отличие от других она использовалась с 31 декабря 1991 года по 8 сентября 1992 года.
Почтовая администрация Греции опротестовывала ряд северомакедонских выпусков знаков почтовой оплаты и подавала в 1992, 1994 и 1998 годах соответствующие заявления в руководящие органы Всемирного почтового союза.

## Иностранные отделения в Северной Македонии

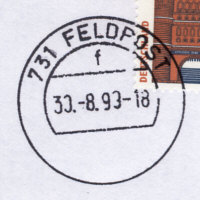
Штемпель полевой почты 731 f (Тетово, 1999)

В 1999 году, во время военной операции НАТО против Югославии Республика Македония предоставила свою территорию для подготовки наземной операции сил альянса. На её территории разместился немецкий контингент прикрытия. Для него были открыты следующие отделения полевой почты 731:
- Отделение полевой почты Струмица использовало штемпеля полевой почты с литерами «i» (с 12 по 25 июня 1999 года), «м» (с 12 июня по ноябрь 1999) и «e» (с 12 июня по 19 октября 1999 года);
- Отделение полевой почты Тетово использовало штемпеля полевой почты с литерами «f» (с 12 июня 1999 по 16 марта 2001 года) и «e» (с 20 июня 1999 года по 16 марта 2001 года);
- Отделение полевой почты Охрид использовало штемпель полевой почты с литерой «l» (с 12 июня по 16 октября 1999 года).

Почтовые отправления франкировались марками Германии.